# 本田親商
本田 親商（ほんだ ちかあき、? - 慶長10年4月20日（1605年6月6日））は、安土桃山時代から江戸時代初期にかけての薩摩国島津氏の家臣。通称は源右衛門尉。父は本田親尚、母は山田久綱の娘。子は本田親存。

## 生涯
祖父は薩摩国本田氏12代兼親の三男である親賢で、その次男である本田蔵人親尚（本田下野守親貞の親である本田下野守親尚とは別人）の子として誕生。宗家の本田薫親が島津氏に叛く一方、親商は島津義弘に従い、その家老および蒲生（現・鹿児島県姶良市蒲生町）の地頭を務めた。
天正14年（1586年）岩屋城攻めの際、義弘に従い肥後国八代に在陣、その後の文禄の役にも参加する。朝鮮から一時帰国した際の慶長元年（1596年）、薩摩国へ配流となっていた近衛信尹が許されて上洛する際は、鹿島右衛門尉と共にその供をした。その後は再び朝鮮へ渡海、泗川の戦いにも参戦した。
帰国すると、義弘に従いそのまま伏見へ在勤し、関ヶ原の戦いにも従軍した。その戦いの後に薩摩へ逃亡する際には、自らが義弘の身代わりとなるべく剃髪している（義弘はこの前年に剃髪している）。この褒美として100石を付与するとの感状を賜った。
慶長10年（1605年）に、加治木（現・姶良市加治木町）にて死去した。法名は「良山道久居士」。加治木の大株寺に葬られ、後に本誓寺（南さつま市）へ墓所は移された。神田藤兵衛という者が殉死している。